# Oleksandr Kamyschin

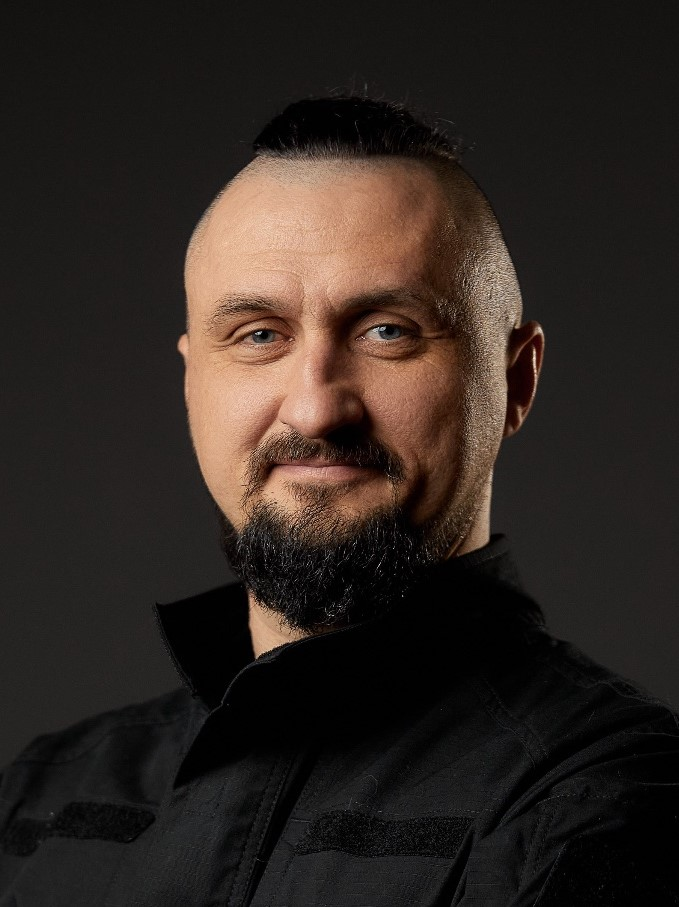
Oleksandr Kamyshin (2023)

Olexander Mykolajowytsch Kamyschin (ukrainisch Олександр Миколайович Камишін; * 2. Juli 1984 in Kiew) ist ein ukrainischer Geschäftsführer und seit dem 18. März 2023 designierter Minister für Industrie im Kabinett Schmyhal.
Er studierte Finanzwesen von 2001 bis 2007 an der Nationalen Technischen Universität „Ihor Sikorskyj“. Danach arbeitete er bis 2008 bei KPMG, ehe er von 2008 bis 2012 als Generaldirektor einer Kiewer Motorradfabrik tätig war. Er wechselte danach zu SCM Limited, wo er bis 2019 arbeitete. Vom 11. August 2021 bis zum 27. Februar 2023 war er der Vorstandsvorsitzende der ukrainischen nationalen Eisenbahngesellschaft Ukrsalisnyzja.
Am 3. März 2023 wurde er Berater des ukrainischen Präsidenten Wolodymyr Selenskyj, am 21. März 2023 Minister für strategische Industrie.
Er ist verheiratet und hat zwei Söhne.